# Istana Besar
El Istana Besar es el palacio real del Sultanato de Johor, ubicado en Johor Bahru, Malasia.
Levantado en la ciudad de Johor Bahru, el palacio fue construido en 1866 por el sultán Abu Bakar. El palacio tiene vistas al estrecho de Johor.
La característica más distintiva del Gran Palacio es su arquitectura anglo-malaya, que se caracteriza por su cúpula de diseño malayo que contrasta con el techo azul de influencia anglosajona.
Se utiliza actualmente solo para las investiduras, banquetes y funciones de Estado reales. Incluye además un museo a un lado del palacio.